# 秦景通
秦景通（?—?），唐朝常州晋陵县（今江苏省常州市）人。
秦景通与弟弟秦暐都精通《汉书》，当时研习《汉书》的学者都以他们为宗师，常称秦景通为大秦君，秦暐为小秦君。没有经过其兄弟指授，被称为“不经师匠，无足采也”。秦景通在贞观年间官至太子洗马、兼崇贤馆学士。秦暐后来也担任他兄长的官职。

## 延伸阅读
[在维基数据编辑]
 《舊唐書·卷189上》，出自刘昫《舊唐書》